# Mistyka hiszpańska
Mistyka hiszpańska – nurt mistyki chrześcijańskiej rozwinięty w średniowiecznej Hiszpanii.

## Źródła i rozwój
Początki mistyki hiszpańskiej sięgają XVI wieku, który w literaturze mistycznej zwany jest wiekiem złotym. Dla Hiszpanii był on ważny także ze względu na procesy społeczno-polityczne, które miały wpływ m.in. na rozwój religijności. Był to czas kontrreformacji i działającej w jej służbie inkwizycji.

Kultura hiszpańska w XVI w., a jeszcze bardziej w XVII w. stała się kulturą przepojoną teologicznie i jednorodna wyznaniowo. Monarchia hiszpańska, dzięki inkwizycji, mogła stłumić w zarodku każdą formę religijnego czy ideologicznego odstępstwa, a jej polityka zagraniczna była narzędziem w służbie ortodoksji katolickiej.

### Reforma życia zakonnego
Intensywny rozwój tego nurtu duchowości w szesnastowiecznej Hiszpanii związany jest z reformą życia zakonnego zapoczątkowaną już w XV wieku. Nastąpiła ona po okresie upadku moralności i gorliwości religijnej w wielu zgromadzeniach zakonnych. Kryzys ten wynikał m.in. z zamętu spowodowanego schizmą zachodnią.
Pierwsze starania w zakresie odnowienia życia zakonnego miały charakter indywidualny, jednak w 1494 roku przybrały charakter bardziej odgórny, gdy z polecenia papieża Aleksandra, kardynał Francisco Jiménez de Cisneros rozpoczął kierowanie reformą.
Głównym jej zamysłem było osobiste nawrócenie i pogłębienie życia religijnego, co miało spowodować także odnowienie społeczeństwa i Kościoła. Istotne było również przejście od silnego akcentowania praktyk zewnętrznych, do skupienia na życiu wewnętrznym. Odpowiedzią na dążenie do głębszego życia religijnego stały się m.in. recolectorios, czyli domy skupienia, powstające najpierw wśród franciszkanów.

### Mistycy i ich twórczość
Pierwszymi autorami w literaturze mistycznej początku XVI wieku byli franciszkanie. Pisali oni traktaty i książki o życiu duchowym oparte na ich własnych doświadczeniach zdobytych w domach skupienia. Treści te popularyzowali również poprzez kazania. Propagowali także modlitwę skupienia, tzw. recogimiento. Pierwsi spośród franciszkanów pisali o niej Alonso de Madrid, Franciszek de Osuna i Bernardino de Laredo. Pod koniec XVI wieku istotnym twórcą był Jan od Aniołów, który stworzył syntezę ruchu franciszkańskiego, zawierając ją w dziele „Podbój Królestwa Bożego”.
W roku 1500 ukazała się z kolei książka benedyktyna Garcia Jiménez de Cisneros pt. „Ćwiczenia w życiu duchowym”. Jest ona świadectwem kształtu średniowiecznej pobożności.
Na uniwersytecie w Alcala, w którym prowadzono poszukiwania nowych dróg w życiu duchowym, zaczęły pojawiać się cechy fałszywej mistyki, zwanej alumbradyzmem.
Szczyt rozwoju mistyka hiszpańska osiągnęła w twórczości mistyków karmelitańskich - św. Teresy z Avili i św. Jana od Krzyża. Twórczość ta oparta jest na ich bogatym doświadczeniu mistycznym i będąc częścią mistyki hiszpańskiej, charakteryzuje jednocześnie duchowość karmelitańską, będącą duchowością zażyłości z Bogiem.

## Istota mistyki hiszpańskiej
Ks. Stanisław Gryga tak charakteryzuje istotę mistyki hiszpańskiej:

Mistyka hiszpańska stara się o integrację całkowitą wszystkich władz człowieka w jeden ogólny system życia duchowego. Obejmuje ona całość osobowości człowieka: jego zmysły wewnętrzne i zewnętrzne, a szczególnie pamięć jak i rozum, stara się je podporządkować harmonijnie woli, tak by wszelkie energie ludzkie współpracowały w szukaniu zjednoczenia z Bogiem […].

Sposobu zjednoczenia z Bogiem mistycy hiszpańscy upatrywali głównie w miłości. Fundamentalne znaczenie w dążeniu do tego duchowego zjednoczenia z Bogiem miała modlitwa skupienia rozwijana w zakonnych domach skupienia.

### Modlitwa skupienia – recogimiento
Modlitwa skupienia, zwana jest także afektywną, gdyż opiera się na przekonaniu, że to nie aktywność intelektualna, ale droga miłosnych wzniesień ku Bogu daje głębsze i pełniejsze poznanie Go. Jednocześnie nie odrzuca ona aktywności rozumu i teologii spekulatywnej, widząc w drodze rozumowej zabezpieczenie przed błędami i wykrzywieniami pobożności.
Modlitwa skupienia jest drogą jednoczenia woli ludzkiej z wolą Boga i ścisłego zjednoczenia z Nim, przy jednoczesnym zachowaniu integralności osoby i bez naruszenia jej osobowości. Taki też charakter zachowywała mistyka hiszpańska, co uwidoczniło się zwłaszcza w kształcie duchowości karmelitańskiej.
Składa się ona z trzech podstawowych etapów:
1. Poznanie samego siebie – jest to etap uświadomienia sobie własnej ograniczoności i znikomości, a także zależności od Boga. Nie prowadzi on jednak do skupienia uwagi wyłącznie na aspekcie negatywnym, ale ma przede wszystkim za zadanie prowadzić do Boga i do ufnej postawy wobec Niego.
2. Naśladowanie Chrystusa – etap ten polega na upodabnianiu swojego życia do życia Chrystusa, głównie przez praktykowanie cnót. Takie postępowanie ma być wyrazem miłości.
3. Zjednoczenie z Bogiem – tutaj z aktywności ludzkiej, akcent przesuwa się na działanie Boga w duszy człowieka. Człowiek uczestniczy tu w życiu Bożym, gdyż Bóg mimo swej transcendencji zniża się do istot stworzonych. Tu przez miłość dokonuje się zjednoczenie z Bogiem, przy zachowaniu osobowości i odmienności istot Boga i człowieka.